# Tetrachondraceae
Tetrachondraceae là một họ thực vật hạt kín thuộc bộ Lamiales, chứa 2 chi và 3 loài cây thân thảo mọc bò lan hay mọc thẳng, với các lá nhỏ mọc đối, không cuống nhiều hay ít, hợp lại phần gốc lá, sống một năm hay lâu năm. Các hoa lưỡng tính, nhỏ, mẫu 4, đa đối xứng. Quả là dạng quả nứt (Tetrachondra) hay quả nang (Polypremum).

## Các chi và loài
- Polypremum L., 1753 (bao gồm cả Hasslerella): 1 loài (Polypremum procumbens L., 1753) ở châu Mỹ, từ miền nam Hoa Kỳ tới Nam Mỹ, trong môi trường khô.
- Tetrachondra Petrie ex Oliv., 1892: 2 loài trong môi trường bán thủy sinh hay thủy sinh[5].
  - Tetrachondra hamiltonii Petrie ex Oliv.: Có tại khu vực phía nam đảo Nam của New Zealand.
  - Tetrachondra patagonica Skottsb., 1912: Phân bố tại Patagonia (Argentina và Chile).

## Lịch sử
Tetrachondra hamiltonii và T. patagonica đã từng được gán bởi các tác giả khác nhau vào 4 họ nằm trong ba bộ khác nhau (như trong phân loại của hệ thống APG từ năm 1998 trở đi). Ban đầu Tetrachondra hamiltonii được W. S. Ham gán vào chi Tillaea (họ Crassulaceae) vào năm 1885 như là Tillaea hamiltonii. Chi Tetrachondra lần đầu tiên được Donald Petrie (trong Oliver, 1892) đặt ra và đưa nó vào họ Boraginaceae. Tuy nhiên, các tác giả sau đó đã từng đặt Tetrachondra trong họ Scrophulariaceae (trong Hallier, 1902), Lamiaceae (trong Cronquist, 1981), hay trong họ riêng biệt là Tetrachondraceae (trong Skottsb., 1912) hoặc trong bộ Boraginales bởi Takhtadjan (1997). Chi Polypremum từng luôn gắn với họ Loganiaceae, Rubiaceae (tất cả đều thuộc bộ Gentianales) hay họ Buddlejaceae (hiện nay coi là một phần thuộc họ Scrophulariaceae của bộ Lamiales).
Các kết quả nghiên cứu gần đây dựa vào các trình tự rbcL và ndhF hỗ trợ một vị trí cô lập cho Tetrachondra trong phạm vi bộ Lamiales và chỉ ra rằng Polypremum procumbens là chị em của nó. Mối quan hệ gần giữa T. hamiltonii và P. procumbens cũng được hỗ trợ bởi thành phần hóa học và các hợp chất thứ cấp của chúng.

## Hóa học
Harborne và Williams (1971) thấy các loài trong họ này có chứa scutellarein (so sánh với chi Gelsemium). Nghiên cứu của Jensen (2000) về thành phần hóa học của 3 loài Polypremum procumbens, Tetrachondra hamiltonii và Peltanthera floribunda cho thấy mối quan hệ gần giữa Polypremum và Tetrachondra, sự hiện diện của màng trong (không có ở Loganiaceae), kiểu nội nhũ v.v. của Polypremum cho thấy vị trí của nó trong bộ Lamiales là chính xác, và cặp đôi Polypremum + Tetrachondra được hỗ trợ mạnh. Wagstaff và ctv. (2000) phát hiện thấy rằng các trình tự của 2 loài thuộc chi Tetrachondra (tương ứng có tại New Zealand và miền nam Nam Mỹ) là gần như đồng nhất. Dựa trên hồ sơ hóa thạch phấn hoa, các tác giả đề xuất rằng tổ tiên của nhánh chứa Tetrachondra / Polypremum có thể được tìm thấy trong các địa tầng có niên đại từ thế Paleocen tới giữa thế Eocen (65-50 Ma). Cũng theo các tác giả thì tổ tiên của 2 loài còn sinh tồn của chi Tetrachondra đã rẽ ra khỏi Polypremum procumbens trong thế Oligocen, khoảng 37 Ma). Tetrachondra hamiltonii rẽ ra khỏi T. patagonica trong thế Pliocen, khoảng 2,5 Ma, rất lâu sau sự chia tách của siêu đại lục Gondwana. Sự rẽ nhánh tương đối gần đây và kiểu phân bố hiện tại của chúng gợi ý về nguồn gốc Nam Mỹ của Tetrachondra và sự phát tán khoảng cách xa gần đây của T. hamiltonii tới New Zealand.
Polypremum có cả các giác mút nội nhũ kiểu dây treo và lỗ hở nhỏ, vì thế vị trí của các đặc điểm này trong phần này của cây phát sinh chủng loài là không chắc chắn. Bên cạnh đó, túi phôi của nó thò ra xuyên qua biểu bì nhân.
Theo các dữ liệu phân tử, họ Tetrachondraceae nằm giữa các họ Oleaceae / Scrophulariaceae + Callitriche + Antirrhinum (Plantaginaceae) và Gesneriaceae trong phần cơ sở của bộ Lamiales hay giữa các họ Oleaceae và Byblidaceae / Gesneriaceae / Plantaginaceae.